# Ælle Sussexský
Ælle (také Aelle nebo Ella) je v raných pramenech uváděn jako první král Jižních Sasů vládnoucí oblasti současného anglického hrabství Sussex od roku 477 snad až do roku 514.
Podle Anglosaské kroniky prý Ælle a tři jeho synové Cymen, Wlencing a Cissa přistáli na místě později nazývaném Cymensora a bojovali proti místním Britonům. Anglosaská kronika dále zaznamenává vítězství v roce 491 u současné obce Pevensey, kde bitva skončila tím, že Sasové pobili své protivníky do posledního muže.
Ælle byl prvním králem zmíněným kronikářem Bedou Ctihodným z 8. století, že držel „imperium“ neboli nadvládu nad jinými anglosaskými královstvími. Na konci 9. století Anglosaská kronika (tedy asi o čtyři sta let později) uvádí krále Ællu jako prvního bretwaldu neboli „vládce Británie“, ačkoli neexistuje žádný důkaz, že by to byl soudobý titul. Ællova smrt není zaznamenána. Přestože byl možná zakladatelem sussexské královské dynastie, neexistuje žádný solidní důkaz, který by jej spojoval s pozdějšími sussexskými vládci. Kronikář Henry z Huntingdonu ve 12. století vytvořil vylepšenou verzi Anglosaské kroniky, která uvádí rok 514 jako datum Ælleovy smrti. Tento údaj ale není spolehlivý.

## Historický kontext

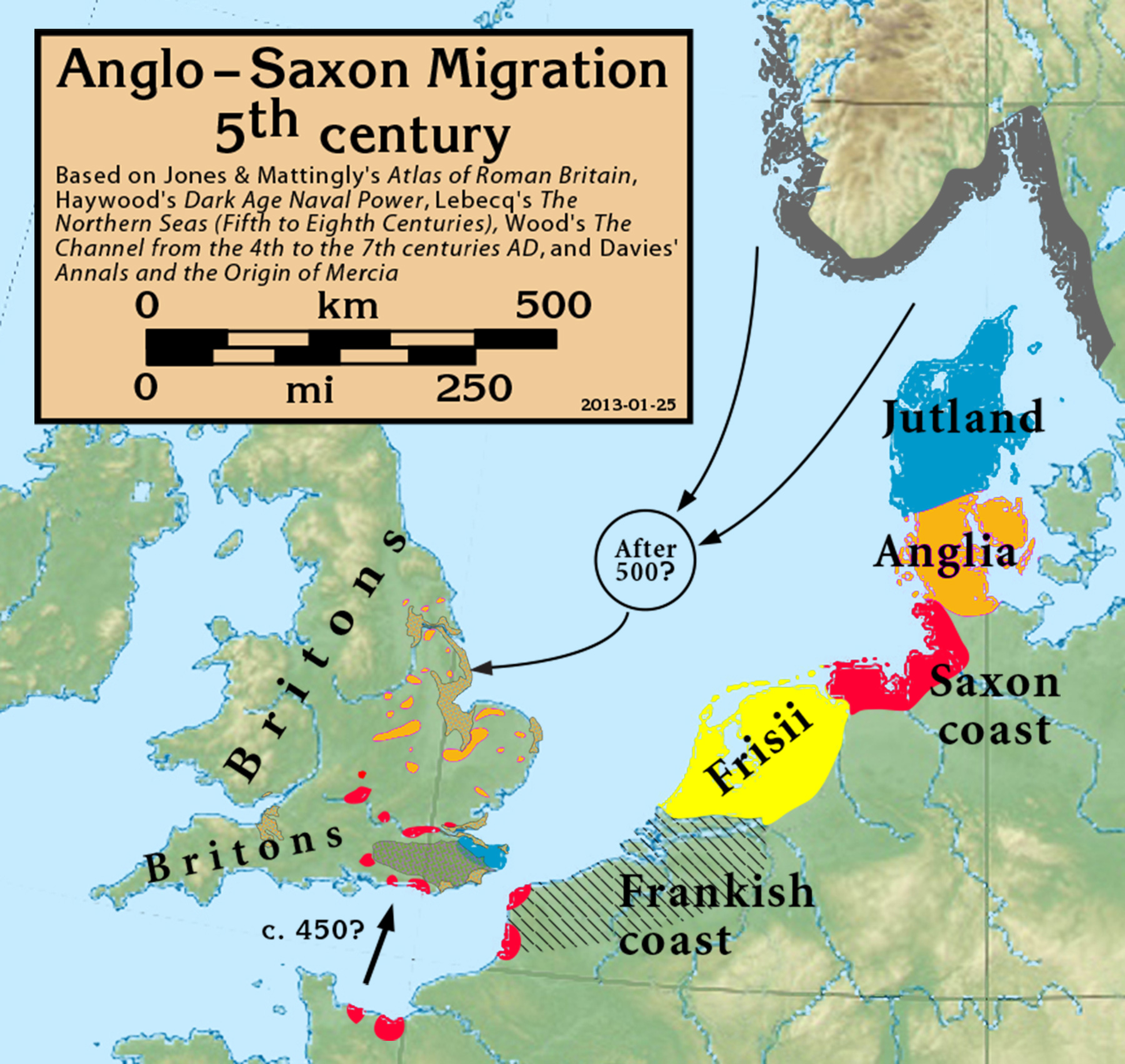
Anglosaská migrace v 5. století

Historici se neshodují na detailech Ællova života a existence, neboť jde o nejméně zdokumentované období anglických dějin posledních dvou tisíciletí.
Počátkem 5. století byla Británie římskou provincií po více než tři sta padesát let. Mezi nepřátele římské Británie patřili Piktové ze středního a severního Skotska a Gaelové zvaní Skotové, kteří byli nájezdníky z Irska. Rovněž otravní byli Sasové, jméno, které římští spisovatelé dali národům žijícím v severní části současného Německa a v jižní části Jutského poloostrova. Saské nájezdy na jižní a východní pobřeží Anglie byly koncem 3. století dostatečně znepokojivé na to, aby Římané postavili pevnosti Saského pobřeží (latinsky „Litus Saxonicum“; pozdně římský systém opevnění na obou stranách Lamanšského průlivu) a následně ustanovili funkci comes Saského pobřeží, aby velel obraně proti těmto nájezdům. Římská kontrola Británie nakonec skončila na počátku 5. století. Datum, které se obvykle uvádí jako konec římské Británie, je rok 410, kdy císař Honorius zaslal Britonům dopisy, v nichž je nabádal, aby se postarali sami o svou vlastní obranu. Již dříve byly z Británie opakovaně stahováni vojáci, aby podpořili nároky uzurpátorů na vládu v římské říši, ale po roce 410 se římské legie nikdy nevrátily.
Prameny pro události po tomto datu jsou extrémně vzácné, ale tradice, kterou již v polovině 6. století uvedl britonský kněz sv. Gilda, zaznamenává, že Britonové žádali římského konzula Aetia o pomoc proti barbarům pravděpodobně ke konci 40. let 5. století. Žádná pomoc nepřišla. Následně se předpokládá, že britonský předák Vortigern pozval kontinentální žoldnéře, aby pomohli bojovat proti Piktům, kteří útočili ze severu. Vůdci, jejichž jména jsou zaznamenána jako Hengest a Horsa, se vzbouřili a následovalo dlouhé období válek. Útočníci – Anglové, Sasové, Jutové a Frísové – získali kontrolu nad částmi Anglie, ale prohráli velkou bitvu u Mons Badonicus (místo není známo). Někteří autoři spekulovali, že Ælle mohl v této bitvě vést saské síly, zatímco jiní tuto myšlenku zcela odmítají.
Britonové tak získali oddech a mír trval přinejmenším do doby, v níž Gilda psal: tedy asi čtyřicet nebo padesát let, přibližně od konce 5. století až do poloviny 6. století. Krátce po Gildově době byl anglosaský postup obnoven a koncem 6. století byla téměř celá jižní Anglie pod kontrolou kontinentálních útočníků.

## Rané prameny

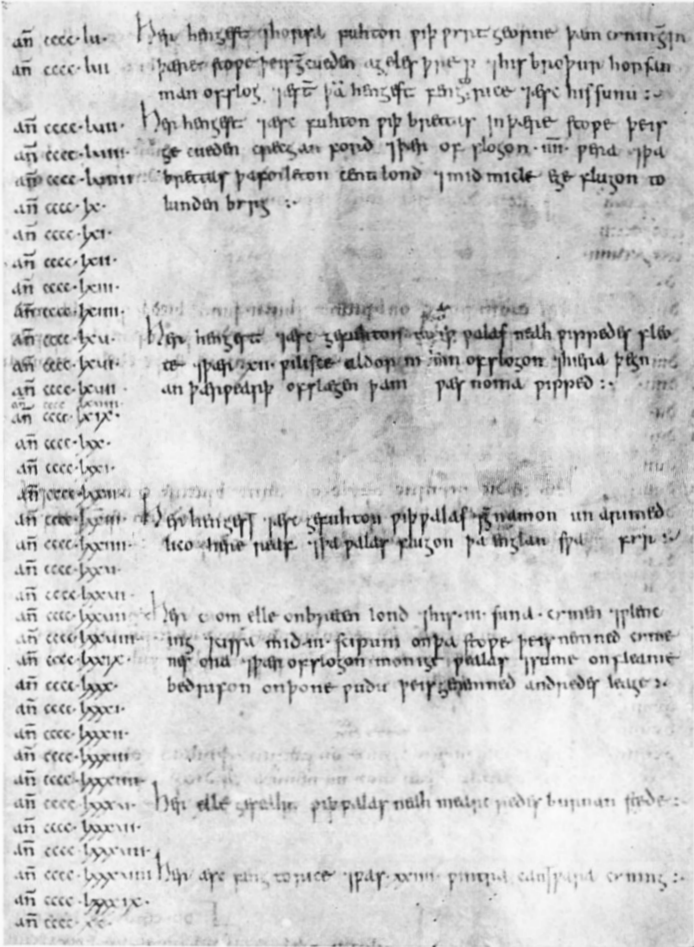
Stránka z rukopisu [A] Anglosaské kroniky. Jméno Ælle napsané jako „Elle“ lze vidět ve dvou záznamech na konci stránky. Poslední záznam na stránce pro 488 odkazuje na události v království Kent a Ælla nezmiňuje

Existují dva rané prameny, které zmiňují krále Ællu jménem. Nejstarší je latinsky psané dílo Historia ecclesiastica gentis Anglorum, historie anglické církve sepsaná v roce 731 northumbrijským mnichem Bedou Ctihodným. Beda Ctihodný se zmiňuje o Ællovi jako o jednom z anglosaských králů, kteří uplatňovali to, co nazývá „imperium“ nad „všemi provinciemi jižně od řeky Humber“. Imperium se obvykle překládá jako „nadvláda“. Beda Ctihodný uvádí seznam sedmi králů, kteří imperium drželi, a Ælle je prvním z nich. Další informací, kterou Beda Ctihodný uvádí, je, že Ælle nebyl křesťan. Beda Ctihodný totiž zmiňuje až dalšího krále (Æthelberhta Kentského) jako „prvního, který vstoupil do království nebeského“.
Druhým pramenem je Anglosaská kronika, sbírka letopisů shromážděných v království Wessex kolem roku 890 za vlády Alfréda Velikého. Kronika má tři záznamy týkající se Ælla mezi lety 477 a 491, a sice tyto:
- 477: Ælle a jeho 3 synové, Cymen a Wlencing a Cissa, přišli do země Británie se 3 loděmi na místo, které se jmenuje Cymen's shore, a tam zabili mnoho Velšanů a některé zahnali na útěk do lesa zvaného Andredes leag.

- 485: Tehdy Ælle bojoval proti Velšanům poblíž okraje Mearcred's Burn.

- 491: Tehdy Ælle a Cissa obléhaly Andredes Cester a zabili všechny, kteří tam žili; nezůstal tam ani jeden Briton.

Anglosaská kronika byla sestavena asi čtyři sta let po těchto událostech. Je známo, že analisté používali materiál z dřívějších kronik, a dále z ústních zdrojů jako jsou ságy. Ale nelze zjistit, odkud tyto záznamy pocházejí. Termíny „Britové“ a „Velšané“ byly používány zaměnitelně, neboť „Velšan“ je saské slovo znamenající „cizinec“ a bylo užíváno k označení veškerého původního římsko-britského obyvatelstva té doby.
Lze identifikovat tři z jmenovaných míst:
1. Předpokládá se, že „Cymen's shore“ (v originále „Cymenes ora“) se nachází na místě, které je nyní řadou skal a skalních říms v Lamanšském průlivu u Selsey Bill na jižním pobřeží, v současnosti nazývané The Owers.[17][18] Předpokládá se, že název Ower je odvozen od slova ora, které se vyskytuje pouze v místních jménech, kde se používaly jutské a západosaské dialekty (hlavně v jižní Anglii).[19] Je možné, že úsek nížiny podél pobřeží od Southamptonu po Bognor se nazýval Ora, „pobřeží“, a že místní názvy různých pobřežních osad ho obsahovaly, jedním z nich je Cymens ora.[19]
2. Les zmíněný jako „Andredes leag“ je Weald, což byl v té době les rozprostírající se od severozápadu současného hrabství Hampshire přes severní část současného hrabství Sussex.
3. „Andredes cester“ je považován za pevnost Anderitum, která byla součástí Saského pobřeží postavenou římským rebelem Carausiem na konci 3. století na hradě Pevensey Castle, hned za městem.[20][21] Někteří historici se domnívají, že Andredes Cester mohl být císařskou pevností někde jinde, protože Henry z Huntingdonu toto místo popsal jako opevněné město a poskytl velmi zevrubný popis obléhání, který odporuje geografii starověkého Pevensey a je v rozporu s nedostatkem archeologických důkazů o tamním trvalém osídlení.[22] Ve svém topografickém a historickém díle „Britannia“ uvádí anglický historik William Camden (1551–1623), že by Andredes Cester mohl být malá vesnice Newenden v současném hrabství Kent.[23]

Anglosaská kronika zmiňuje Ællu ještě jednou, a sice v zápisu k roku 827, kde je uveden jako první z osmi bretwaldů neboli „vládců Británie“. Seznam obsahuje Bedových původních sedm bretwaldů plus wessexského krále Ecgberhta. Mnoho vědeckých debat se točí kolem toho, co znamenalo být bretwaldou, a také rozsah Ællovy skutečné moci v jižní Anglii je otevřenou otázkou. Za zmínku rovněž stojí, že mezi králem Ællem a druhým králem na Bedově seznamu, wessexským králem Ceawlinem, jehož vláda začala koncem 6. století, zeje dlouhá časová propast. Může to naznačovat, že existovalo období, kdy byla anglosaská dominance nějakým způsobem přerušena.
Existují dřívější zdroje než Beda Ctihodný, které zmiňují Jižní Sasy, ačkoli Ællu nejmenují. I nejranější zmínka je však stále poměrně pozdní, a sice kolem roku 692. Je jí listina krále Nothhelma, která ho zmiňuje jako „krále Jižních Sasů“. Listiny jsou dokumenty, které darovaly půdu královým oblíbencům nebo duchovním a u nichž svědčili králové, kteří měli pravomoc půdu darovat. Tyto listiny jsou jedním z klíčových písemných zdrojů pro anglosaské dějiny, ale žádné původní listiny se nedochovaly z období před rokem 679.
Existují jiní raní spisovatelé, jejichž díla mohou vrhnout světlo na Ællovu dobu, i když nezmiňují ani jeho jméno, ani jeho království. Gildův popis stavu Británie v jeho době je užitečný pro pochopení přílivu a odlivu anglosaských invazí. Byzantský historik Prokopios, píšící nedlouho po Gildovi, doplňuje nemnohé zdroje o pohybu obyvatelstva tím, že do jednoho ze svých děl zahrnul kapitolu o Anglii. Zaznamenává, že národy Británie – jmenoval Angličany, Brity a Frísy – byly tak početné, že se každý rok stěhovaly do království Franků ve velkém počtu, ačkoliv se pravděpodobně jedná o odkaz na Britony, kteří emigrovali do Armoriky, aby unikli Anglosasům. Následně tito imigranti dali své jméno oblasti, kde se usadili, a sice Bretaň neboli la petite Bretagne (doslova „malá Británie“).

## Svědectví místních jmen v hrabství Sussex

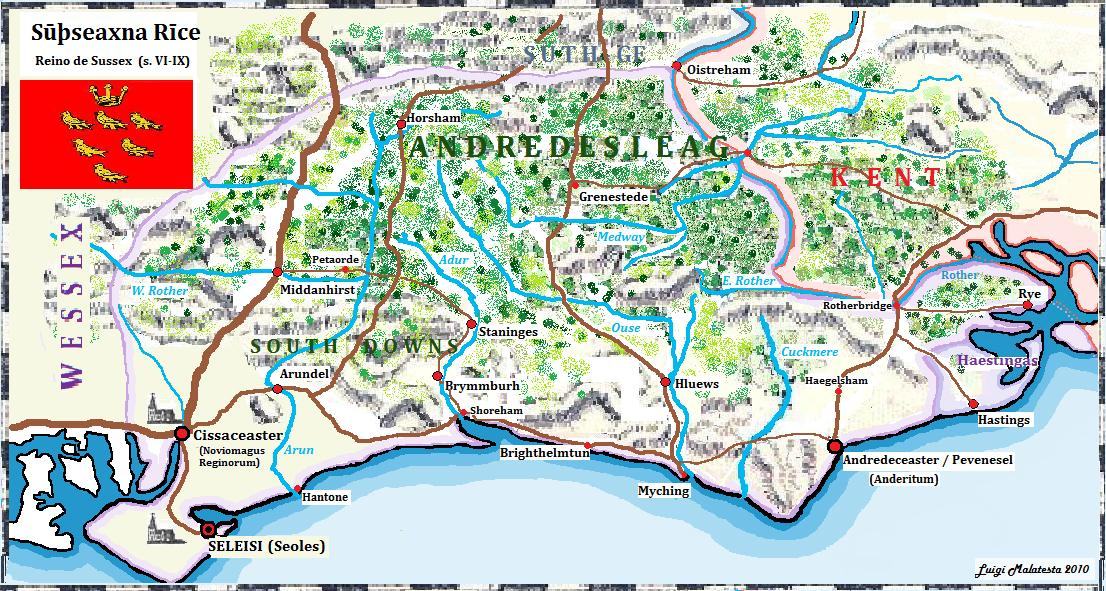
Sussex v anglosaské době

Raná data kolonizace Sussexu uvedená v Anglosaské kronice jsou podpořena analýzou místních názvů v regionu. Nejsilnější důkazy pocházejí z místních názvů, které končí na „-ing“, kupříkladu Worthing a Angmering. Ty pocházejí z ranější formy končící na „-ingas“. Kupříkladu „Hastings“ pochází z „Hæstingas“, což může znamenat „stoupence nebo rodinné příslušníky osoby jménem Hæsta“. Jiní filologové ale uvádějí, že silně romanizovaná oblast mohla mít místní jména galořímského původu odvozená z „-ienses“.
Od Selsey Bill na západě po Pevensey na východě lze nalézt nejhustší koncentraci těchto jmen z celé Británie. V hrabství Sussex existuje celkem asi čtyřicet pět místních jmen v této podobě, ale osobní jména buď nebyla s těmito místy spojena, anebo se přestala používat. To nutně neznamená, že Sasové pobili nebo vyhnali téměř všechnu původní populaci, a to navzdory vyvražďování Britonů, které uvádí záznam v Anglosaské kronice pro rok 491. Nicméně to znamená, že rozsah invaze byl takový, že nechala Britonům jen málo prostoru.
Tyto úvahy nemohou dokázat data uvedená v Anglosaské kronice, natož podrobnosti o samotném Ællovi, ale podporují hypotézu o raném podrobení země a vytvoření království osídleného anglosaskými vetřelci.

## Vláda

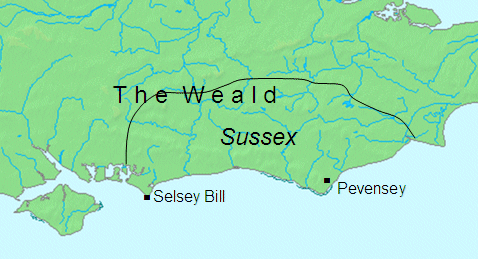
Mapa jihovýchodní Anglie zobrazující místa navštívená dle Anglosaské kroniky Ællem a oblast současného hrabství Sussex

Pokud jsou data uvedená v Anglosaské kronice přesná s přesností na půl století, potom Ællova vláda leží uprostřed anglosaské expanze a před konečnou porážkou Britonů. Lze také v souladu s uvedenými daty předpokládat, že Ællovy bitvy předcházely bitvě na Mons Badonicus. To by opět vysvětlovalo dlouhou mezeru padesáti nebo více let v posloupnosti bretwaldů: pokud by mír získaný Britony skutečně trval až do 2. poloviny 6. století, nedá se očekávat, že by nějaký anglosaský vůdce dosáhl v té době něčeho, co by připomínalo nadvládu nad Anglií. Myšlenku pauzy v anglosaském postupu podporuje také Prokopiova zpráva o migraci z Británie do království Franků v 6. století. Prokopiův popis je v souladu s tím, co je známo o soudobé kolonizaci Armoriky (nyní Bretaň ve Francii). Zdá se, že osadníci pocházeli alespoň částečně z Dumnonie (současné hrabství Cornwall) a oblast získala regiony zvané Dumnonée (podle Dumnonie) a Cornouaille (podle Cornwallu). Zdá se pravděpodobné, že něco v té době přerušilo všeobecný příliv Anglosasů z kontinentální Evropy do Británie.
Údaje o Ællových bitvách se také v zásadě shodují s tím, co je známo o událostech v království Franků té doby. Král sálských Franků Chlodvík I. postupně od 80. let 5. století sjednotil Franky do jediného království. Schopnost Franků uplatňovat moc podél jižního pobřeží Lamanšského průlivu patrně odklonila nájezdy saských dobrodruhů z evropského kontinentu spíše do Anglie.
Proto je možné, že existoval historický král jménem Ælle, který přišel z evropského kontinentu na konci 5. století a který dobyl velkou část současného hrabství Sussex. Mohl to být prominentní válečný vůdce s vedoucí rolí ve svazku anglosaských skupin bojujících v té době o území v Británii. To může být původ reputace, která vedla Bedu Ctihodného k tomu, aby ho uvedl coby držitele suverénní moci nad jižní Británií. Bitvy uvedené v Anglosaské kronice odpovídají dobytí Sussexu ze západu na východ proti britonskému odporu dost tuhému na to, aby trval čtrnáct let. Oblast Ællovy vojenské kontroly se možná rozšířila až do současného hrabství Hampshire a na sever k údolí horní Temže, ale rozhodně se nerozprostírala přes celou Anglii jižně od řeky Humber, jak tvrdí Beda Ctihodný.
Současný anglický historik Guy Halsall (* 1964) uvádí, že jelikož král Ælle coby bretwalda bezprostředně předcházel wessexského krále Ceawlina z konce 6. století, je mnohem pravděpodobnější, že Ælle žil v polovině 6. století a že Anglosaská kronika posunula jeho data o století zpět do minulosti, aby poskytla základ pro mýtus o vzniku království Sussex, který by se tak chronologicky a geograficky řadil mezi počátky království Kent a Wessex.

## Smrt a pohřeb
Ællovu smrt Anglosaská kronika nezaznamenává. O něm, jeho synech nebo Jižních Sasech vůbec neposkytuje žádné informace až do roku 675, kdy byl pokřtěn jihosaský král Æthelwalh.
Vyskytly se domněnky, že Ælle coby saský válečný vůdce mohl zemřít v katastrofální bitvě u Mons Badonicus, když Britonové zastavili saskou expanzi. Pokud Ælle zemřel uvnitř hranic svého vlastního království, mohl by být pohřben na Highdown Hill se svými zbraněmi a ozdobami způsobem pohřbu obvyklým mezi Jižními Sasy. Highdown Hill je tradičním pohřebištěm králů Sussexu.